# Ophiophragmus pulcher
Ophiophragmus pulcher är en ormstjärneart som beskrevs av Hubert Lyman Clark 1918. Ophiophragmus pulcher ingår i släktet Ophiophragmus och familjen trådormstjärnor. Inga underarter finns listade i Catalogue of Life.